# Hermann von Gansauge
Hermann Friedrich Karl von Gansauge (* 21. April 1798 in Groß Möringen; † 15. Februar 1871 in Berlin) war ein preußischer Generalleutnant, Kommandant der Festung Köln und Militärschriftsteller.

## Leben

### Herkunft
Hermann war ein Sohn von Christoph Friedrich August von Gansauge (1768–1810) und dessen Ehefrau Wilhelmine Amalie, geborene Henckel von Donnersmarck (1777–1847). Sein Vater war Domänenpächter von Groß Möringen und Domherr in Magdeburg am Stift St. Sebastian. Seine Eltern ließen sich am 15. Juni 1804 scheiden und die Mutter heiratete danach Hans Karl von Tresckow (1779–1845), deren Söhne Udo (1808–1885) und Bernhard (1805–1878) wurden ebenfalls preußische Generale.

### Militärkarriere
Gansauge erhielt seine schulische Ausbildung am Kloster-Gymnasium in Magdeburg. Nach dem Aufruf des Königs „an mein Volk“, verließ Gansauge heimlich die Schule und wollte in preußische Dienste gehen, wurde aber abgelehnt. Er trat daraufhin am 3. März 1813 in russische Dienste und schloss sich den Donkosaken an. Unter Bichalow machte er die Frühjahrs- und Herbstfeldzüges des Jahres 1813 mit. Nach der Völkerschlacht ging er am 18. November 1813 in preußische Dienste und wurde freiwilliger Jäger im Dragoner-Regiment „Königin“. Gansauge kämpfte in den Schlachten bei Großbeeren, Dennewitz, Leipzig, Wavre und Waterloo. Ferner befand er sich bei den Gefechten von Mühlberg, Luckau, Zahna und Jüterbog, Hoogstaeten, St. Denis und Aubervilliers sowie der Belagerung von Maubeuge. Für sein tapferes Verhalten bei Hoogstraaten wurde er am 21. Februar 1814 als Sekondeleutnant in das 1. Pommerische Landwehr-Kavallerie-Regiment versetzt (er hatte die Wahl zwischen dem Eisernen Kreuz und dem Offizierspatent), aber bereits am 18. Juni 1814 kam er in das 2. Pommerische Landwehr-Kavallerie-Regiment.
Nach dem Krieg wurde er am 27. Februar 1816 dem Brandenburgische Kürassier-Regiment aggregiert und am 5. Oktober 1816 dort einrangiert. Um seine schulischen Lücken zu füllen, erhielt er 1818 einen Urlaub von zwei Jahren, den er nutzte, um an der Universität Berlin Kurse in Geschichte und Naturwissenschaften zu belegen. Er war so erfolgreich, dass er am 17. September 1822 für ein Jahr als Lehrer in das Berliner Kadettenhaus abkommandiert wurde und avancierte Mitte Juni 1823 zum Premierleutnant. Er wurde dann am 21. August 1829 als Rittmeister ohne Patent dem 7. Kürassier-Regiment, am 2. September 1829 in das 2. Kürassier-Regiment aggregiert. Um sein Wissen zu erweitern, nahm er mit den Prinzen Biron von Kurland an einer Reise in den Süden teil. Am 30. März 1831 wurde er dem 2. Garde-Ulanen-Regiment aggregiert. Erst am 30. März 1831 bekam er sein Patent als Rittmeister und ab 1832 veröffentlichte Gansauge einige militärische Schriften. Anschließend wurde er am 18. Mai 1832 für ein Jahr zur Garde-Artillerie-Brigade und am 4. April 1835 in den Großen Generalstab kommandiert. Auch in Anerkennung seiner Leistungen als Schriftsteller wurde er am 19. Mai 1836 zum Mitglied der Militärstudienkommission berufen und zugleich Lehrer an der Allgemeinen Kriegsschule. Dort wurde er am 7. April 1842 zum Major befördert und am 25. Oktober 1842 von seinem Kommando als Lehrer entbunden. Am 21. März 1848 trat er als Eskadronchef im 4. Kürassier-Regiment in den Truppendienst zurück.
Während der Unruhen in Polen nahm Gansauge 1848 am Gefecht bei Milosalv teil und stieg Mitte September 1849 zum etatsmäßigen Stabsoffizier auf. Während der Niederschlagung der Badischen Revolution kämpfte er im Gefecht bei Ladenburg und nahm an der Einnahme der Festung Rastatt teil. Nach Besetzung der Festung wurde er am 10. September 1849 zu deren Kommandanten ernannt. Seine Beförderung zum Oberstleutnant erfolgte am 26. September 1850. Er wurde noch am 4. Februar 1851 dem 6. Kürassier-Regiment zugeteilt, bevor er am 22. Februar 1851 als Kommandeur in das 2. Ulanen-Regiment kam. Dort wurde er am 13. November 1851 zum Oberst befördert. Vom 17. März 1853 bis zum 12. Juli 1854 war er Kommandeur des 1. Kürassier-Regiments und anschließend Kommandeur der 15. Kavallerie-Brigade. Zudem wurde er am 14. September 1854 à la suite seines bisherigen Regiments gestellt. Am 12. Juli 1855 folgte seine Beförderung zum Generalmajor und am 12. November 1855 ernannte man ihn zum Kommandanten der Festung Köln. In dieser Stellung avancierte er Ende Mai 1859 zum Generalleutnant und erhielt ab Ende Dezember 1859 das chargenmäßige Jahresgehalt von 4000 Talern. Ende Mai 1860 mit dem Stern zum Roten Adlerorden II. Klasse mit Eichenlaub ausgezeichnet, wurde Gansauge am 6. Juni 1861 wegen Kränklichkeit auf eigenen Wunsch hin mit Pension zur Disposition gestellt. Außerdem wurde ihm das Komturkreuz des Königlichen Hausordens von Hohenzollern verliehen.
Er zog nach Berlin, wo er sich nun ganz seinen Studien widmete und längere Reise durch Europa unternahm. Gansauge starb am 15. Februar 1871 in Berlin und wurde drei Tage später auf dem Invalidenfriedhof in der Nähe von Scharnhorst beigesetzt.
In seiner Beurteilung aus dem Jahr 1851 heißt es: Erhebt sich über das gewöhnliche Maß allgemeiner Bildung. Er ist ein gelehrter und gebildeter Militär, der sich in der Literatur durch sehr nützliche Werke verdient gemacht hat. Ist in sehr günstigen Vermögensumständen. Besitzt große Energie, weshalb er in jeder Lage mit Entschlossenheit gehandelt hat.

### Familie
Gansauge heiratete am 10. August 1831 in Berlin Anna Rosa Fränkel (1812–1884), die Tochter des Rentiers Joseph Maximilian Fränkel (1788–1857). Sie wurde am 14. August 1884 auf dem Invalidenfriedhof beigesetzt.

### Werke
- Kriegswissenschaftliche Analekten in Beziehung auf frühere Zeiten und auf die neuesten Begebenheiten. 1832, Digitalisat
- Veranlassung und Geschichte des Krieges in der Mark Brandenburg im Jahr 1675. 1834, Digitalisat
- Das brandenburgisch-preußische Kriegswesen 1440–1640–1740. 1840, Digitalisat

Er veröffentlichte auch einige Artikel in Militärische Literatur Zeitung und Zeitschrift für Wissenschaft und Geschichte des Krieges.